# Combustión espontánea
La combustión espontánea o la ignición espontánea es un tipo de combustión que ocurre por el auto-calentamiento (aumento en temperatura debido a las reacciones internas exotérmicas), seguida por el escape termal (un auto-calentamiento que acelera rápidamente a temperaturas altas) y finalmente, autoignición.

## Causas e ignición
1. Una sustancia con una temperatura de ignición relativamente baja (heno, paja, turba, etc.) comienza a liberar calor. Esto puede ocurrir de varias maneras, ya sea por oxidación en presencia de humedad y aire, o por fermentación bacteriana, lo que genera calor.
2. El calor no puede escapar (heno, paja, turba, etc. son buenos aislantes térmicos) y la temperatura del material aumenta.
3. La temperatura del material se eleva por encima de su punto de ignición (aunque gran parte de las bacterias son destruidas por las temperaturas de ignición).
4. La combustión comienza si el oxidante suficiente, como el oxígeno, y combustible están presentes para mantener la reacción en el funcionamiento del escape térmico.

## Substancias pirofóricas
Se dice que son pirofóricos algunos materiales como el sodio, que pueden sufrir un tipo de explosión espontánea (y potencialmente muy violenta) cuando se ven expuestos al oxígeno, agua o humedad del aire. 
Los materiales pirofóricos tienen una temperatura de autoignición inferior a la temperatura ambiente y muchas veces basta el contacto con el aire o el agua para provocar una combustión espontánea. Otra característica de estos materiales es su gran superficie de contacto con el aire. El níquel Raney es pirofórico por el muy fino tamaño de sus partículas.

## Materiales afectados

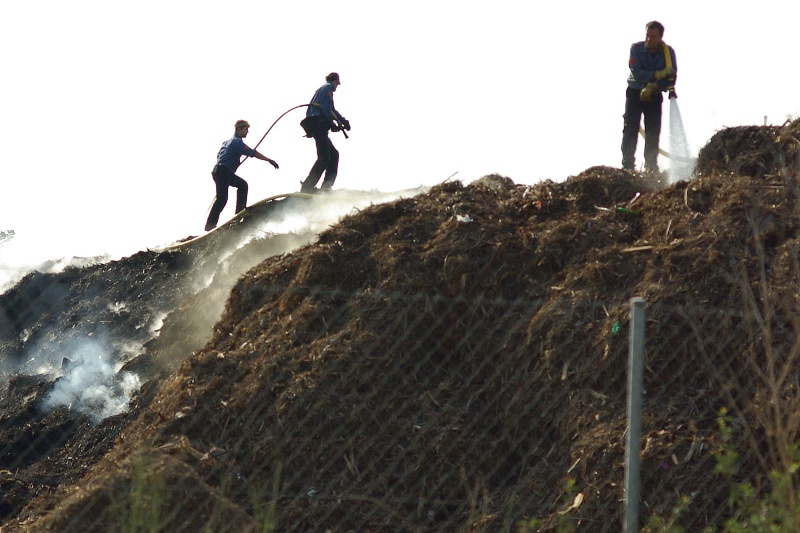
Una gran pila de estiércol puede entrar en combustión espontáneamente

- Las pilas de heno[2] y las pilas del estiércol vegetal[3] pueden autoencenderse debido al calor producido por la fermentación bacteriana.

- El aceite de linaza y el aceite danés en un espacio confinado (como un montón de trapos empapados en aceite que quedaron en un recipiente destapado, especialmente si los trapos usados con solvente anti-humedad para limpiar el aceite) pueden oxidarse, lo que provoca una acumulación de calor y, por tanto, ignición.[4][5]

- El carbón puede inflamarse espontáneamente cuando se expone al oxígeno, lo que hace que reaccione y se caliente cuando no hay suficiente ventilación para su enfriamiento.[6]

- Negativos y copias de películas antiguas, que hasta la década de 1950 eran fabricados con soporte de nitrato de celulosa, podían sufrir combustión espontánea, provocando incendios que destruían depósitos enteros.[7]

- Partículas de substancias orgánicas suspendidas en el aire en un silo de metal muy caliente pueden explotar violentamente, destruyendo la estructura del silo, fenómeno que en inglés se conoce como "flour bomb" (bomba de harina).

- La oxidación de la pirita es a menudo la causa de la ignición espontánea del carbón en viejos relaves de mina.

- Las cáscaras de pistacho son altamente inflamables cuando están almacenadas en grandes cantidades, y son propensas al autocalentamiento y la combustión espontánea.[8]

### Humano
Ha habido informes anecdóticos no confirmados de personas que se queman espontáneamente. Este fenómeno alegado no se considera combustión espontánea verdadera, pues los casos supuestos se han atribuido en gran parte al efecto mecha, por el que una fuente externa de fuego enciende los materiales inflamables cercanos y la grasa humana u otras fuentes. El “efecto mecha” el cual es un fenómeno científicamente demostrado que ocurre bajo ciertas condiciones, habitualmente relacionado de manera errónea con características de combustiones espontáneas. 
En 1998, el Dr. John D. DeHaan del Instituto Criminalista de California pudo explicar y reproducir el “efecto mecha” empleando para ello carne de cerdo, por su semejanza con la humana, él demostró que la combustión se produce a un ritmo de 1 a 3 gramos por segundo produciendo un pequeño fuego de entre 30 y 50 kW, aunque también se consiguió llamas de 130 kW de potencia y una temperatura de 911 °C. El Dr. DeHaan, ha estudiado, explicado y reproducido el efecto mecha con éxito y divulgado sus experimentos en documentales para la BBC y National Geographic Channel; vale la pena destacar que esta condición fue ampliamente discutida con el caso de Henry Thomas, hombre de 73 años que fue encontrado incinerado en el estado de Rassau en 1980. Este caso fue publicado en la revista New Scientist, el cual fue indicado en un principio como “combustión espontánea” y luego aclarado bajo las premisas del efecto mecha.
Actualmente se han realizado estudios prácticos en relación con el la combustión humana, destacan los experimentos realizados por la Fiscalía Nacional y Policía de Ecuador y dirigidos por el Ing. Heriberto Moreira, los cuales han sido base de estudio regional, para otros casos de connotación pública.

### Heno
El heno es uno de los materiales más estudiados en la combustión espontánea. Como el heno varía según el tipo de pasto y la ubicación que se ha utilizado en su preparación, es muy difícil establecer una teoría unificada de lo que ocurre en el autocalentamiento del heno. Se prevé que se producirá un calentamiento peligroso en el heno que contiene más del 25% de humedad. El mayor número de incendios ocurre dentro de 2 a 6 semanas de almacenamiento, con la mayoría ocurriendo en 4 a 5 semanas.
El proceso puede comenzar con la actividad microbiológica (bacterias o moho), pero en algún momento, el proceso tiene que convertirse en químico. La actividad microbiológica también limitará la cantidad de oxígeno disponible en el heno. La humedad parece ser muy importante, no importa qué proceso. A 100 °C, el heno mojado absorbió dos veces la cantidad de oxígeno que el heno seco. Se ha dado la conjetura de que los carbohidratos complejos presentes en el heno se descomponen en azúcares más simples, que se oxidan más fácilmente.

### Carbón vegetal
El carbón vegetal, cuando está recién preparado, puede autocalentarse y prenderse fuego. Esto es separado de los puntos calientes que se pudieron haber desarrollado de la preparación del carbón vegetal. El carbón vegetal que ha estado expuesto al aire durante un período de ocho días no se considera peligroso. Hay muchos factores involucrados, dos son el tipo de madera y la temperatura a la que se preparó el carbón.

### Carbón
Se ha estudiado extensivamente el autocalentamiento del carbón. La tendencia a autocalentrse disminuye con el aumento del rango del carbón. Los carbones de lignito son más activos que los carbones bituminosos, que son más activos que los carbones de antracita. El carbón recién extraído consume oxígeno más rápidamente que el carbón erosionado, y el carbón recién extraído se autocalienta en mayor medida que el carbón erosionado. La presencia de vapor de agua también puede ser importante, ya que la tasa de generación de calor que acompaña la absorción de agua en el carbón seco del aire saturado puede ser un orden de magnitud o más que la misma cantidad de aire seco.

### Semillas oleaginosas y productos de semillas oleaginosas
Las semillas oleaginosas y los residuos de la extracción de aceite se autocalentarán si están demasiado húmedos. Típicamente, el almacenamiento a una humedad del 9 – 14% es satisfactorio, pero se establecen límites para cada variedad individual de semillas oleaginosas. En presencia de exceso de humedad justo bajo los niveles requeridos para la germinación de la semilla, la actividad de hongos de moho para generar calor es un candidato probable. Esto se ha establecido para las semillas del lino y del girasol, así como habas de soja. Muchas de las semillas oleaginosas generan aceites que son de autocalentamiento. También se han estudiado los núcleos de Palma, la colza y la semilla de algodón. Los trapos empapados en aceite de linaza pueden encenderse espontáneamente si se almacenan o se desechan incorrectamente.